# Guaiuba
O Guaiuba (Ocyurus chrysurus) é um peixe teleósteo, perciforme, da família dos lutjanídeos, encontrado no Atlântico, entre Massachusetts e São Paulo. Chega a medir até 70 cm de comprimento, dorso pardo, ventre rosado e uma faixa longitudinal amarelo-ouro com manchas irregulares acima e estrias abaixo. É uma espécie muito consumida no Nordeste do Brasil. Também é conhecido pelos nomes de caúba, cioba-mulata, guajuba, mulata, rabo-aberto e saúba. Seu nome vem da língua geral paulista, um desenvolvimento do tupi antigo.